# Tabanus trinominatus
Tabanus trinominatus är en tvåvingeart som beskrevs av Senior-white 1927. Tabanus trinominatus ingår i släktet Tabanus och familjen bromsar. Inga underarter finns listade i Catalogue of Life.